# Porsche Cayenne (Type 92A)
Le Porsche Cayenne (Type 92A, code interne E2) est un modèle de la marque automobile Porsche et le successeur du Porsche Cayenne (Type 9PA). Il a été présenté au Salon international de l'automobile de Genève 2010. Le lancement sur le marché a eu lieu le 8 mai 2010 avec un prix de départ d’environ 60 000 euros pour le modèle de base.

## Différences par rapport au prédécesseur

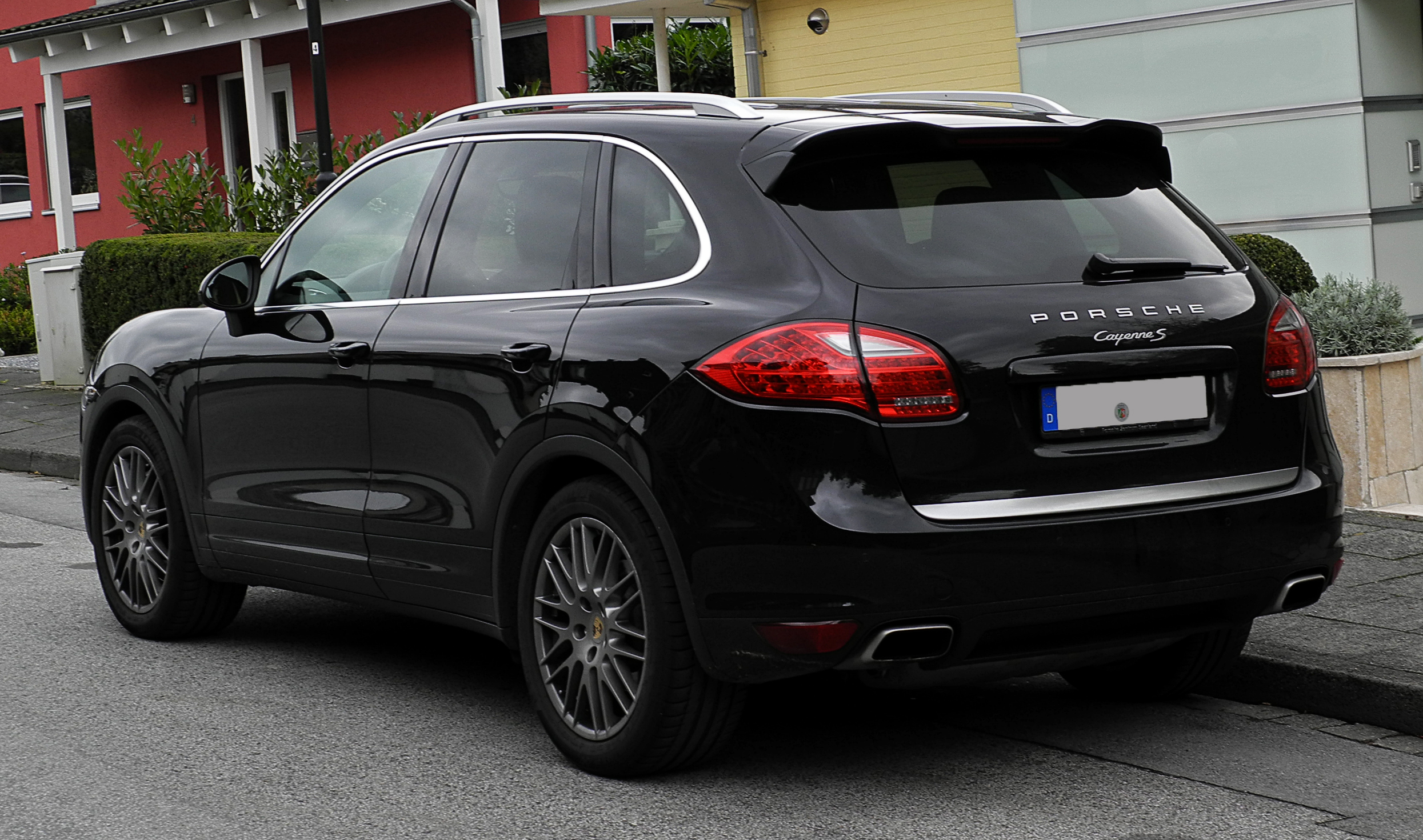
Vue arrière

Les ouvertures d’air de refroidissement à l’avant sont plus petites que celles du prédécesseur et les phares rappellent ceux de la Panamera. Le design de l’intérieur reprend également des éléments de la Panamera. Le véhicule est également plus long de cinq centimètres que son prédécesseur et l’empattement a augmenté de quatre centimètres.
Le véhicule pèse de 40 à 90 kilogrammes de moins que son prédécesseur. Les gains de poids résultent de la refonte du châssis, des portes et du faisceau de câbles ainsi que de l’élimination de la lourde boîte de transfert avec verrouillage longitudinale dynamique et réduction tout-terrain. Dans les variantes à moteur essence, à l’exception de l’hybride, et le Cayenne S Diesel, un embrayage multidisque à commande active, appelé transmission suspendue, est désormais utilisé. Dans les autres variantes, un différentiel central Torsen (non contrôlé et autobloquant mécaniquement) est utilisé. Le Cayenne pèse désormais 2 065 kilogrammes. La suspension pneumatique à amortissement variable (Porsche Active Suspension Management - PASM) et le système de stabilisation du roulis PDCC ont été introduits.
Outre l’usine Porsche de Leipzig, la deuxième génération du Cayenne a également été assemblée chez Volkswagen à Osnabrück à partir de 2015.

## Groupe motopropulseur
La gamme de moteurs correspond en grande partie à celle du modèle sœur, le Volkswagen Touareg II, bien que Porsche se soit jusqu’à récemment renoncé au V8 TDI et proposait à la place un moteur essence V8 en tant que moteur le plus puissant. La plupart des moteurs étaient disponibles dans le prédécesseur depuis 2007, mais ils sont plus économiques en raison de leur poids inférieur.
Les moteurs proposés sont un moteur essence VR6 de Volkswagen de 3,6 l dans le modèle Cayenne, un moteur diesel V6 TDI d’Audi de 3,0 l dans le modèle Cayenne Diesel, un moteur essence V8 dans le modèle Cayenne S et un moteur essence V8 dans le modèle Cayenne Turbo. Un nouvel ajout est un groupe motopropulseur hybride pour le Cayenne S Hybrid. Le TDI, le groupe motopropulseur hybride et les deux moteurs essence V8 sont également proposés pour la Porsche Panamera.
L’Hybrid est équipé d’un moteur électrique de 34 kW (46 ch) et d’un moteur essence V6 d’Audi de 3,0 l à injection directe et suralimentation. Il délivre une puissance maximale de 245 kW (333 ch). Le couple maximal est de 580 Nm et il est disponible à partir d’un régime de 1 000 tr/min. Le moteur électrique peut propulser le véhicule jusqu’à une vitesse de 60 km/h indépendamment du moteur essence, qui s’éteint à l’arrêt et en roue libre. Selon Porsche, la consommation est de 8,2 litres aux 100 kilomètres. Les émissions de CO2 sont de 193 g/km.
Dans toutes les versions, la transmission de puissance est une transmission automatique Tiptronic S d’Aisin Seiki à huit rapports. Un système d'arrêt-démarrage automatique est également disponible. Une gestion thermique spécialement adaptée pour le circuit de refroidissement du moteur et la transmission ainsi qu’une récupération de l’énergie au freinage réduisent la consommation.
La puissance est transmise par le Porsche Traction Management, qui, dans la plupart des modèles, consiste en une transmission intégrale qui permet une répartition dynamique et variable de la puissance à l’aide d’un embrayage multidisque contrôlé. Les variantes Cayenne Diesel et Cayenne Hybrid sont dotées d’une transmission intégrale avec un différentiel central autobloquant. Pour les véhicules équipés d’une transmission intégrale contrôlée, un blocage de différentiel d’essieu arrière contrôlé peut également être commandé via l’équipement PTV+ (Porsche Torque Vectoring). Le PTV+ est de série dans le Cayenne Turbo S.

## Chiffres de production du Cayenne
Production totale de véhicules de 2010 à 2017
,,,,,
| Année | 2010 | 2011 | 2012   | 2013   | 2014   | 2015   | 2016   | 2017   | Total   |
| ----- | ---- | ---- | ------ | ------ | ------ | ------ | ------ | ------ | ------- |
|       |      |      | 36.664 | 81.916 | 66.005 | 79.700 | 71.693 | 59.068 | 395.046 |

## Coffre
Le volume du coffre a augmenté par rapport à son prédécesseur, il peut contenir de 120 à 670 litres. Avec les sièges rabattus, il fait 1 780 litres.

## Sécurité
Il existe plusieurs systèmes d’aide à la conduite en option. L’assistant de changement de voie avertit le conducteur de l’approche de véhicules lors d’un changement de voie. Il existe également un radar de régulation de distance adaptatif. Le soi-disant Porsche Dynamic Light System, associé aux phares bi-xénon, est chargé de créer une bonne visibilité même dans un environnement sombre.

## Équipement
L’équipement comprend, entre autres, un ordinateur de bord avec système de navigation. Associé à une caméra arrière, il sert de radar de recul. Deux systèmes de sonorisation sont également disponibles. Une autre caractéristique est un système de toit panoramique.

### Peinture extérieure
En plus des trois peintures unies gratuites, il existe un certain nombre de peintures métallisées différentes en option.
Peintures de série :
| schwarz (depuis 2010) | weiß (depuis 2010) | sandweiß (2010–2012) |

Peintures métallisée :
| tiefschwarz (depuis 2010) | rotbraun (depuis 2010) | klassiksilber (depuis 2010) | umbra (depuis 2010) | jetgrün (depuis 2010) |
| meteorgrau (depuis 2010)  | mahagoni (depuis 2013) | dunkelblau (depuis 2010)    |                     |                       |

Peintures spéciale métallisée :
| amethyst (2010–2012) | sandgelb (2010–2012) | karminrot (depuis 2012) | peridot (2012) |

La peinture métallisée Peridot est uniquement disponible sur le Cayenne GTS.

## Mise à jour du modèle à l’automne 2014
En octobre 2014, le Cayenne fait peau neuve. L’apparence de l’avant, des ailes avant, du capot, des feux arrière et de la jupe arrière a changé. De plus, il y avait des feux de jour à optique en 4 points pour tous les modèles et un système de phares à LED standard sur le Cayenne Turbo. Le volant sport des Porsche 918 Spyder et Porsche Macan est désormais installé de série à l’intérieur de tous les modèles. D’autres changements ont été apportés à la gamme de moteurs. Au lieu du moteur huit cylindres précédent, le Cayenne S dispose désormais d’un V6 de 3,6 litres à double chargement développant 309 kW (420 ch). Le Cayenne S E-Hybrid est désormais un véhicule hybride rechargeable doté d’un moteur électrique de 70 kW et d’un moteur essence V6 à compresseur (245 kW/333 ch). Depuis ce lifting, le Cayenne dispose également de série de la transmission Tiptronic S à 8 rapports.